# Robert Pantera
Robert Pantera (ur. 21 czerwca 1960 w Dąbrowie Tarnowskiej) – polski polityk, samorządowiec, nauczyciel. Poseł na Sejm V kadencji (2006–2007), członek zarządu powiatu dąbrowskiego (2002–2006) i wicestarosta dąbrowski (2010–2014).

## Życiorys
Ukończył studia w Wyższej Szkole Pedagogicznej w Krakowie. Pracował jako wychowawca w zespole szkół ponadgimnazjalnych w Dąbrowie Tarnowskiej. Do 2006 zasiadał w radzie powiatu dąbrowskiego. W kadencji 2002–2006 był członkiem zarządu powiatu.
W 2005 kandydował z listy Prawa i Sprawiedliwości do Sejmu w okręgu tarnowskim. Mandat objął 5 grudnia 2006, zastępując Józefa Rojka, który został radnym Tarnowa. Pracował w Komisji Ochrony Środowiska, Zasobów Naturalnych i Leśnictwa oraz Komisji Rozwoju Przedsiębiorczości. W wyborach parlamentarnych w 2007 bez powodzenia ubiegał się o reelekcję. W 2010 z ramienia lokalnego prawicowego komitetu uzyskał ponownie mandat radnego powiatu, bezskutecznie kandydował również na burmistrza Dąbrowy Tarnowskiej. W tym samym roku objął funkcję wicestarosty, którą pełnił do 2014. W marcu 2011 został usunięty z PiS. Na przełomie lat 2013 i 2014 został pełnomocnikiem powiatowym Polski Razem Jarosława Gowina. W wyborach w 2014 nie uzyskał reelekcji do rady powiatu.
W 2017 został dyrektorem ZSP nr 2 Dąbrowie Tarnowskiej.